# Current 93
Current 93 — британский музыкальный проект, основанный в 1982 году Дэвидом Тибетом. Current 93 возникли в недрах британской индастриал-сцены, но с конца 1980-х основным направлением для группы стал неофолк или, по определению Тибета, «апокалиптический фолк». Тибет остаётся единственным постоянным участником, вокалистом и автором текстов Current 93, самое длительное партнёрство у него сложилось с электронным музыкантом Стивеном Стэплтоном (участник почти всех записей до конца 2000-х) и основным гитаристом группы в 1990—2006 годах Майклом Кэшмором.

## История

### Основание группы
Дэвид Тибет (настоящее имя — Дэвид Майкл Бантинг) ещё в период учёбы в Ньюкаслском университете на рубеже 1970-х — 1980-х завязал знакомство по переписке с Дженезисом Пи-Орриджем (тогда — музыкантом Throbbing Gristle) и Джоном Бэлансом, который ещё тинейджером издавал фэнзин Stabmental. Одновременно он увлёкся учением Алистера Кроули и подал заявку на вступление в Тифонианский орден Кеннета Гранта (организацию, отколовшуюся от Ордена восточных тамплиеров). Название будущего проекта Тибета («Поток 93») восходит к Кроули, у которого было собственное диспенсационалистское учение об эрах развития человечества — «эонах», порождаемых «потоками» духовных энергий, и который активно использовал гематрию (древняя практика установления числовых значений для слов); у двух основных понятий из «Книги закона» — воли и любви — таким значением было 93. При этом выражение Current 93 («Поток воли/любви») было популяризовано Грантом, а в работах самого Кроули не обнаружено.
В 1982 году переехавший в Лондон Тибет присоединился к новой группе Пи-Орриджа Psychic TV и выступал с группой 23 Skidoo, смешивавшей постпанк и элементы world music. Тогда же Тибет, Бэланс и музыкант 23 Skidoo Фриц Хаэман, благодаря стечению обстоятельств получившие возможность занять принадлежащую Bronze Records профессиональную студию Roundhouse, записали первый мини-альбом Current 93 под названием LAShTAL. Об этой записи, в 1984 году изданной в Бельгии на лейбле L.A.Y.L.A.H. Antirecords, Тибет впоследствии отзывался как о незрелой работе, «глупом шаманском позерстве». Весной 1983 года Тибет с Джоном Мерфи, участником многих групп британской нойз- и постпанк-сцены, основал проект Dogs Blood Order, который 21 июня того же года поучаствовал в фестивале «Равноденствие» с композицией «Maldoror Ceases to Exit», сочетая использование лупов и музыкальных инструментов из костей животных. Dogs Blood Order выступали под этим названием до мая 1984 года, играя в том числе на разогреве у Death in June и Энни Энгзайети и исполняя несколько песен, которые позже будут выпущены на альбомах Current 93. В конце 1983 года Тибет участвовал в записи двух альбомов Nurse with Wound, проекта Стивена Стэплтона.
В конце 1983 — начале 1984 года Тибет записал первый полноформатный альбом Current 93, получивший название Nature Unveiled и состоявший из двух почти двадцатиминутных композиций — «Maldoror Is Dead» (в её основе зацикленный фрагмент голоса Кроули, произносящего мантру «Ом») и «The Mystical Body of Christ in Chorazaim». Помимо Тибета, Стэплтона, Мерфи и звукорежиссёра Roundhouse Нила Роджерса в записи поучаствовали и другие знакомые музыканты, в том числе соратник Стэплтона по Nurse with Wound Джон Фозергилл, Энни Энгзайети и бас-гитарист Killing Joke Youth. С этого момента и на долгое время стержнем Current 93 был тандем вокалиста и автора текстов Тибета и создателя музыкальных коллажей Стэплтона. В 1984 году был записан и издан и второй альбом ‘Dogs Blood Rising. В честь автора «Песен Мальдорора» Тибет в буклете к альбому назвал себя Изидор Дюкасс, а вокальные партии, в числе прочих, записали жена Стэплтона Дайана Роджерсон, её дочь от первого брака и Стив Игнорант, лидер панк-группы Crass, в сквоте которой одно время жил Тибет. В декабре 1984 года Current 93 и Nurse with Wound дали концерты в Амстердаме и Брюсселе. Выступления Current 93 совмещали проигрывание разнородных записей и живые импровизации (в концертный состав входили барабанщик Энди Лич и скрипач Тим Спай) и длились около 15 минут.

### Переход к «апокалиптическому фолку»
В 1985 году Тибет и Стэплтон, развивая свою мальдороровскую мифологию, записали альбом Live at Bar Maldoror. Вопреки названию, альбом не был концертным, а такого бара не существовало. Тибет издал Live at Bar Maldoror грампластинкой на собственном лейбле Mi-Mort, который до этого использовал только для издания на компакт-кассетах сплит-записей Current 93 и Nurse with Wound. В том же году Тибет выпустил сплит «Nightmare Culture» с совместным проектом Coil и Бойда Райса Sickness of Snakes. Следующий альбом In Menstrual Night был вдохновлён возникшим у Тибета интересом к мифам разных народов мира о менструации, в которых он нашёл параллели с сюжетами христианства (от канонического описания Страстей Христовых до различных апокрифов). На этом альбоме началось сотрудничество Current 93 с шотландской певицей Роуз Макдауэлл, к тому моменту имевшей на своём счету общенациональный хит «Since Yesterday» в составе синти-поп-дуэта Strawberry Switchblade, и исландским композитором Хильмаром Эдном Хильмарссоном, также известным как HÖH.
После выпуска на собственном лейбле Maldoror альбома Dawn (1987), записанного при участии Джона Бэланса и гитариста Дугласа Пирса (Дугласа Пи), лидера дарк-фолк-группы Death in June, Тибет отказался от сложившегося индустриального саунда Current 93 в пользу более традиционных песенных форм. Первой такой записью стала песня «Happy Birthday Pigface Christus», в которой доминирует эмоциональный вокал Тибета под аккомпанемент акустической гитары Пирса. Решающую роль в смене стиля сыграло знакомство Тибета с альбомом психоделической группы Love Forever Changes. Позже он говорил: «Подобно большинству людей, я смотрел свысока на трёхминутные песни, убеждённый, что это „всего лишь“ попса, в которой нет ничего интересного. Услышать Артура Ли, поющего „Yeah, it’s alright“, было озарением».
Хильмарссон, исповедующий неозыческую религию Асатру, познакомил Тибета с исследовательницей эзотерических учений и неоязычницей, известной как Фрейей Асвинн. Её дом в лондонском районе Тафнелл-парк стал приютом для постоянно сменявшегося круга деятелей богемы и городских сумасшедших, и туда же переселились Тибет и Пирс. В Тафнелл-парк Тибет имел неограниченный доступ к наркотикам. Во время одного из трипов он увидел в небе распятого Нодди (персонажа детских книг Энид Блайтон). Пережитый опыт привёл Тибета к созданию своеобразного культа Нодди, который он называл «кукольной теологией» и в котором страдающий за грехи человечества невинный Нодди занимал место Христа. Поклонение Нодди сопровождалось скупкой любых его фигурок и изображений, которые Тибет мог найти. Нервный срыв, пережитый Тибетом после периода бурной жизни в Тафнелл-парке, побудил его записать альбом Imperium, наполненный мотивами увядания и смерти. Звучание первой стороны альбома определяли закольцованные семплы кельтской арфы бретонского фолк-исполнителя Алана Стивелла с альбома Renaissance of the Celtic Harp (1972). Благодаря Хильмарссону восстанавливавшийся Тибет смог в течение нескольких месяцев делить время между Лондоном и Исландией. В конце 1987 года они выпустили сингл «Crowleymass», в котором под электронные ритмы в жанре рождественской песни воспевался приход в мир Алистера Кроули. Для следующего альбома Swastikas for Noddy (1988) Тибет нашёл наиболее подходящую форму в песнях ключевой фигуры послевоенного британского фолка Ширли Коллинз, внешняя простота которых, как и образы старой Англии, для Тибета ассоциировались с важной для «кукольной теологии» идеей утраченной невинности. Swastikas for Noddy был написан Тибетом и Пирсом почти без участия Стэплтона, а среди вокалистов оказались в том числе Фрейя Асвинн и живший в то время в Тафнелл-парк музыкант и оккультист Иэн Рид, позже игравший в Death in June и собственном неофолк-проекте Fire + Ice. Направление, в котором развивалась музыка Current 93, наследующая традиции британского фолка, на которую ложились религиозные образы поэзии Тибета, музыкант стал определять как «апокалиптический фолк» (англ. apocalyptic folk).
Начало 1988 года Тибет провёл с Хильмарссоном в Исландии, где записывал материал для альбома Island. Нетипичный для Current 93 альбом с преобладающим синтезаторным звучанием вышел только в 1991 году. Вокал для открывающей его композиции «Falling» записала в будущем всемирно известная певица Бьорк. В 1988 году Current 93 выпустили ещё два альбома: Christ and the Pale Queens Mighty in Sorrow, который отличали выраженная ритм-секция в составе Дугласа Пи на ударных и басиста Тони Уэйкфорда и налёт нью-вейва, и Earth Covers Earth, на котором Тибет положил на гитарный аккомпанемент Уэйкфорда стихотворения поэтов XVII века Генри Кинга и Джона Холла. Мотивы Апокалипсиса вернулись в песне «Rome for Douglas P.», в которой конец мира описывался через картины разрушения Рима как центра христианской цивилизации. В конце года Current 93 гастролировали в Японии, после чего Тибет остался там до середины 1989 года, когда организатор новой серии концертов с участием Макдауэлл и Пирса не заплатил группе. Сделанные в Японии студийные и живые записи были включены в два альбома 1990 года: Horse (позже переиздан как Horsey), изданный в составе тройного альбома с Nurse with Wound и Sol Invictus, и Looney Runes, который стал первым релизом нового лейбла Тибета Durtro, сменившего Maldoror.

### 1990-е
На рубеже десятилетий состав Current 93 радикально обновился, в него вошли скрипачка Джули Вуд, перкуссионист Джеймс Мэннокс и арфист Джеймс Мэлинден-Лафайетт. Когда в декабре 1990 года Пирс не смог поехать на выступление во французский Амьен, Тибет экстренно нашёл ему замену в лице Майкла Кэшмора, музыканта, записывавшегося под псевдонимом Nature and Organisation, но также поклонника Current 93, самостоятельно разучившего песни группы. Концерт в Амьене был издан под названием As the World Disappears (1991). Музыкальный журналист Дэвид Кинан писал о нём: «Меланхолия, с которой Кэшмор исполняет даже простейшие мелодии, придаёт музыке налёт старины. <…> Концерт был длиннее, чем единственная репетиция Кэшмора, и в этот короткий звёздный момент возник новый звук Current 93».
В 1992 этот же состав выпустил Thunder Perfect Mind, амбициозный по замыслу самый дорогой (группа записывала его в студии фолк-лейбла Topic Records) и самый коммерчески успешный альбом, названный по гностическому тексту «Гром — совершенный ум» из библиотеки Наг-Хаммади. Тибет задумывал его как концептуальный альбом об Апокалипсисе, но в итоге ему посвящены две песни — «The Descent of Long Satan and Babylon» и шестнадцатиминутная «Hitler As Kalki (SDM)», написанная вместе с Ником Саломаном из психоделической группы The Bevis Frond. В ней Тибет, придерживавшийся антифашистских взглядов, для создания образа конца света использует мифологию Савитри Деви, в которой смешаны индуизм и эзотерический нацизм. Песня «A Song for Douglas After He’s Dead» — ироническое посвящение Дугласу Пирсу, который участвовал в записи альбома и продолжал играть с группой, хотя Thunder Perfect Mind действительно стал его последним альбомом в Current 93. Продажи Thunder Perfect Mind позволили Тибету заняться коллекционированием букинистических редкостей и открыть собственное издательство Ghost Story Press для переиздания рассказов о привидениях авторов прошлого.
В 1993 году участники Current 93, Coil, Nurse with Wound и Spasm под именем The Nodding Folk выпустили шуточный сингл Apocalyptic Folk: The Nodding God Unveiled, вместе с которым распространялся нарисованный Стэплтоном комикс о психоделическом трипе Годди (Нодди как персонаж Блайтон был защищён авторским правом). Вторая половина комикса была посвящена музыкантам круга Current 93.
Альбом Of Ruine Or Some Blazing Starre (1994) был вдохновлён личностью композитора XVII века Уильяма Лоуса и записан — за исключением женских вокальных партий — маленьким составом, «ядром» Current 93 этого периода (Тибетом, Стэплтоном и Кэшмором). Открывающей композицией «A Voice from Catland» альбом обязан увлечению Тибета творчеством художника Луиса Уэйна, прославившегося изображением антропоморфных котов. С этого времени коты входят в мифологию Current 93, а рисунки Уэйна несколько раз появлялись на обложках альбомов (в частности, на переизданиях Thunder Perfect Mind). Тибет приобрёл несколько работ Уэйна. В том же году ещё несколько композиций были выпущены на мини-альбомах Lucifer Over London, The Fire Of Mind и Tamlin.
В середине 1990-х Current 93 выпустили трилогию, получившую название The Inmost Light (по повести писателя-мистика Артура Мейчена «Сокровенный свет»). Её открывает мини-альбом Where the Long Shadows Fall (1995), основанный на закольцованной записи голоса певца-кастрата Алессандро Морески. Центральный элемент трилогии, альбом All the Pretty Little Horses, Тибет характеризовал как «галлюцинаторную патрипассианскую песнь»: в закрывающей альбом композиции «Patripassian» приглашённый вокалист Ник Кейв цитирует фрагмент из «Мыслей» Блеза Паскаля со словами: «Иисус будет в агонии до конца мира», который Тибет трактует так, что, поскольку бессмертный Бог не может умереть, распятие Иисуса Христа и Римская империя никогда не заканчивались и продолжаются в настоящем времени. Заглавная песня альбома — одноимённая американская народная колыбельная — присутствует на нём в двух версиях, в исполнении Тибета и Кейва, а в исполнении Ширли Коллинз включена в двадцатиминутную композицию «The Starres Are Marching Sadly Home», которая образует мини-альбом — третью часть трилогии.
Знакомство Тибета с писателем в жанре ужасов Томасом Лиготти вылилось в альбом In А Foreign Town, In А Foreign Land, представлявший собой сочинённые Тибетом, Стэплтоном, Кристофом Хееманном и Дэвидом Кенни инструментальные композиции, которыми озвучены четыре специально написанных Лиготти рассказа. Из рассказа Лиготти взято и название следующего альбома Soft Black Stars. Альбом записывался в Ирландии, где поселился Стэплтон, который начал плодотворно сотрудничать со скрипачом и исполнителем восточноевропейской музыки Петром Вастлем, известным как Араньош. Араньош записал партии скрипки, которые, однако, Тибет почти полностью забраковал. В окончательном миксе Тибету аккомпанирует только пианистка Мейджа Эллиот, переложившая для фортепиано написанные Кэшмором гитарные партии. В марте 1999 года Current 93 (Тибет, Кэшмор и Хееманн) дали три концерта в Нью-Йоркe. Рецензент The New York Times писал: «[Тибета] можнт назвать идеальным современным воплощением чахоточного поэта рубежа веков, помешанного на своей болезни. Большеглазый, тревожно хрупкий и серьёзный, он опускается на колени и беспрестанно кланяется, переполненный эмоциями, декларируя такие строки, как „великий кровавый молчаливый занавес этого мира“ и „продай всё, что имеешь, / отдай это котятам / и вылей молоко у могилы Луиса“. Когда на сцене появляются второй гитарист и скрипач, музыка напоминает старинные английские баллады». В этот же период название группы стало записываться как Current Ninety Three. В 1999 году вышел сборник, известный под неофициальным названием An Introduction to Suffering, в который кроме альтернативных и неизданных версий песен Current 93 вошли сольные треки Кэшмора и Хееманна. Ещё один текст Лиготти, начитанный Тибетом в сопровождении различных саунд-эффектов, стал мини-альбомом I Have a Special Plan for This World (2000). Обнаружив полузабытого писателя-декадента конца XIX века Эрика Стенбока, Тибет переиздал его рассказы в своём издательстве Durtro и выпустил занимающую целый лонгплей экспериментальную композицию «Faust» (2000), вдохновлённую одноимённым рассказом.
Звучание альбома Sleep Has His House (2000) определяет использование фисгармонии, а основной темой песен на нём стала смерть отца Дэвида Тибета, памяти которого посвящён альбом. Песню «The Magical Bird in the Magical Woods» обозреватели называют одной из вершин Current 93.

### 2000-е
В 2001 году Тибет выпустил часовой альбом The Great in the Small, состоящий из одной композиции, в которой были «спрессованы» все существовавшие к тому моменту записи Current 93 от LAShTAL до Faust. В том же году как сплит Current 93 и Nurse with Wound вышел альбом Bright Yellow Moon, красочное описание галлюцинаций, которые испытывал Тибет, перенеся экстренную операцию по удалению аппендицита. На нём акустические отрывки «апокалиптического фолка» чередуются с нойзовыми экспериментами Стэплтона.
В начале 2000-х Тибет неоднократно возвращался к старому материалу. В 2003 году вышел альбом A Little Menstrual Night Music с ремиксованными Стэплтоном версиями композиций с In Menstrual Night. После гибели Бэланса в 2004 году ему был посвящён сборник How He Loved the Moon (Moonsongs for Jhonn Balance) (2005), в который вошли эти же и новые ремиксы: Бэланс участвовал в записи оригинального In Menstrual Night. В 2004 году Тибет перевыпустил песни с Looney Runes, Lucifer Over London и Tamlin в составе сборника SixSixSix: SickSickSick. Тогда же вышли концертные альбомы Some Soft Black Stars Seen Over London (2001, материал с двух выступлений того же года в театре Блумсбери), Live At Saint Olave’s Church (2002, макси-сингл совместного с Энони концерта в церкви Святого Олафа) и How I Devoured Apocalypse Balloon (2004, концерты в церкви Святого Георгия в Торонто, в которых к Current 93 присоединился Саймон Финн). Рецензируя альбом Halo (2004, запись концерта 2003 года в лондонском Queen Elizabeth Hall), обозреватель Pitchfork Брэндон Стосай заключает, что хотя ему и недостаёт чёткой повествовательной линии, которая есть у лучших альбомов Current 93 1990-х, но знатоки получают возможность оценить, как герметичное звучание группы может расцветать в окружении фанатов.
Отличительной чертой альбома Black Ships Ate the Sky (2006) стали девять версий методистского гимна Чарльза Уэсли «Идумея», каждая из которых записана с разным вокалистом (среди них Энони, Марк Алмонд, Уилл Олдхэм и Ширли Коллинз). Позже отдельным EP Black Ships Heat The Dancefloor были изданы танцевальные ремиксы Джима Тёрлуэлла и Matmos на песни с этого альбома. Записанная во время тех же сессий песня «Inerrant Infallible (Black Ships at Nineveh and Edom)» была издана на сплит-EP Current 93 и стоунер-рок-группы Om Inerrant Rays of Infallible Sun (Blackship Shrinebuilder). Black Ships Ate the Sky стал последним альбомом Кэшмора в составе Current 93.
Со второй половины 2000-х постоянным музыкантом Current 93 (и одновременно — напарником Стэплтона по Nurse with Wound) стал мультиинструменталист и саунд-артист Эндрю Лайлз. Альбом 2009 года Aleph at Hallucinatory Mountain, записанный при участии гитаристов Джеймса Блэкшоу и Кита Вуда и ударника Алекса Нейлсона, Грейсон Каррин (Pitchfork) назвал самой рок-ориентированной работой группы, объединяющей какофоническое тяжёлое звучание самых ранних записей со ставшими фирменным знаком Current 93 фолковыми аранжировками. ‘’Aleph at Hallucinatory Mountain’’ был издан уже на лейбле Coptic Cat, наследовавшем Durtro. На альбоме Baalstorm; Sing Omega (2010), который вместе с двумя предыдущими альбомами принято объединять в трилогию, снова преобладает акустический состав инструментов, к которым добавился исполнитель на уде Элиот Бейтс.

### 2010-е
Альбом 2011 года Honeysuckle Æons рецензент AllMusic на контрасте с наполненными приглашёнными музыкантами записями 2000-х характеризует как почти что относящийся к жанру spoken word. Голосу Тибета на нём часто аккомпанирует терменвоксист Шаблон:Ра, Армен. На следующем альбоме I Am the Last of All the Field That Fell: A Channel (2014) Тибет вернулся к практике приглашения большого количества «гостей», как уже знакомых (Кейв и Энони), так и новых, из которых ключевую роль играли академический пианист Рейнир ван Хаудт и саксофонист Джон Зорн. В негативной рецензии на Pitchfork Каррин раскладывает альбом на «энергичные бурлескные номера и затаившийся эйсид-рок, безумный фри-джаз и слёзовыжимательные песенки», которые объединяют только голос Тибета и аккомпанемент ван Хаудта, а другие музыканты появляются и исчезают.
В 2015 году вышел записанный Тибетом и Лайлзом экспериментальный альбом The Moons at Your Door из двух композиций, основанных на полевых записях. На альбоме The Light Is Leaving Us All (2018) Тибет снова избрал фолковое направление (в аккомпанирующем составе ведущие роли играли фортепиано ван Хаудта и акустическая гитара Аласдера Робертса) и обошёлся без приглашённых вокалистов.

### 2020-е
Последний на данный момент альбом Current 93 If A City Is Set Upon A Hill (2022), по словам Тибета, вдохновлён аккадским сборником примет «Шумма алу».

## Тематика песен
Автор всех текстов песен Current 93 — лидер группы Дэвид Тибет. В разное время важным источником вдохновения для него были «Песни Мальдорора», кроулианство, гностическое христианство, эсхатология разных религий, литература ужасов, творчество Луиса Уэйна. Кэлум Марш (Pitchfork) в рецензии на альбом The Light Is Leaving Us All перечисляет, кто и что становится предметом песен на нём: тысяча ведьм, пылающие лошади, красные амбары, волки, звёзды, море, луна, пение птиц, при этом название альбома становится многократно повторяемым сквозным рефреном, объединяющим все песни. По словам Тибета, начиная с Thunder Perfect Mind его лирика имеет выраженно христианскую направленность. Он говорил, что после знакомства с работами Паскаля и Кьеркегора «вся жизнь предстала в новом свете. Взглянув на своё раннее творчество, я понял, что горжусь им как экспериментом со звуком и формой, но больше не хочу заниматься ничем, что не было бы напрямую связано с моей душой». Один из рецензентов описывает тексты Current 93 как «поток восхитительно безумного повествования, которое маневрирует между личным, сокровенным и нечленораздельным, часто одновременно» и «бесконечно ткущуюся ткань снов, реальной жизни и откровений Тибета (личных и апокалиптических)».

## Дискография
| Год  | Альбом                                                   | Формат |
| ---- | -------------------------------------------------------- | --- |
| 1983 | Mi-Mort cassette                                         | Сплит с Nurse With Wound |
| 1984 | LAShTAL                                                  | 12" |
| 1984 | No Hiding from the Blackbird                             | 7" сплит с Nurse With Wound |
| 1984 | Nature Unveiled                                          | LP (переиздан на CD в 1992) |
| 1984 | Dogs Blood Rising                                        | LP (переиздавался на CD в 1988 и 1995) |
| 1985 | Live at Bar Maldoror                                     | LP (переиздавался на CD в 1990 и 1994) |
| 1985 | Nightmare Culture                                        | EP-сплит с Sickness of Snakes (Coil/Boyd Rice) |
| 1986 | In Menstrual Night                                       | LP (переиздан на CD в 1994) |
| 1986 | NL Centrum-Amsterdam                                     | совместная концертная запись с Nurse With Wound, аудиокассета                                                                                                 |
| 1987 | Happy Birthday                                           | 12" |
| 1987 | Dawn                                                     | LP (переиздан на CD 1994) |
| 1987 | Imperium                                                 | LP (переиздавался на CD в 1992 и 2001) |
| 1987 | Crowleymass (with HOH)                                   | 12"/CDS (переиздан на CD в 1997) |
| 1988 | Christ and the Pale Queens Mighty in Sorrow              | двойной LP (переиздавался на CD в 1989 и 1994) |
| 1988 | Swastikas for Noddy                                      | LP (переиздавался на CD как Swastikas for Goddy в 1988 и 1993)                                                                                                |
| 1988 | Faith’s Favourites                                       | 12" |
| 1988 | Earth Covers Earth                                       | LP (переиздавался на CD в 1992) и ограниченным тиражом в 2005)                                                                                                |
| 1989 | Rome/Hourglass for Diana/Fields of Rape                  | 7" (концертная запись) |
| 1989 | She Is Dead and All Fall Down                            | 7", выпущен ограниченным тиражом |
| 1989 | Crooked Crosses for the Nodding God                      | CD |
| 1990 | Looney Runes                                             | LP, CD 1990, 1992 |
| 1990 | 1888                                                     | EP-сплит с Death In June |
| 1990 | Horsey                                                   | переиздание альбома Horse (1987) с дополнительными и переработанными треками                                                                                  |
| 1991 | Island (with HOH)                                        | LP/CD |
| 1991 | As the World Disappears (live)                           | CD |
| 1992 | Thunder Perfect Mind                                     | двойной LP/CD (переиздан в 1994) |
| 1992 | Current 93/Death In June/Sol Invictus (live)             | Записано во Франкфурте, Германия, 1991. Изначально — бутлег под названием Day of Dawn, позднее официально переизданный на CD.                                 |
| 1993 | Emblems: The Menstrual Years                             | ретроспективный сборник, LP/двойной CD |
| 1994 | Of Ruine or Some Blazing Starre                          | LP/CD |
| 1994 | Lucifer Over London                                      | EP/CD |
| 1994 | The Fire of the Mind                                     | CD |
| 1994 | Tamlin                                                   | 12"/CDS |
| 1995 | Where the Long Shadows Fall                              | 12"/CDS |
| 1996 | All the Pretty Little Horses                             | LP/CD |
| 1996 | The Starres Are Marching Sadly Home                      | 12"/CDS |
| 1996 | Untitled                                                 | CD, совместный с Тайни Тимом, Nurse with Wound и Nature and Organization                                                                                      |
| 1997 | In a Foreign Town, in a Foreign Land                     | CD, выпущен ограниченным тиражом вместе с одноименной книгой Томаса Лиготти                                                                                   |
| 1998 | Soft Black Stars                                         | LP/CD (переиздан на CD в 2005); также издан в нотах |
| 1999 | Calling for Vanished Faces                               | ретроспективный сборник, двойной CD |
| 1999 | An Introduction to Suffering                             | LP/CD, Current 93/Michael Cashmore/Christoph Heemann |
| 1999 | Misery Farm                                              | CDS |
| 1999 | All Dolled Up Like Christ                                | двойной концертный CD |
| 2000 | I Have a Special Plan for This World                     | 12"/CD, поэма в прозе Томаса Лиготти, зачитанная Тибетом и обработанная Current 93                                                                            |
| 2000 | Sleep Has His House                                      | LP/CD |
| 2000 | Faust                                                    | LP/CD |
| 2001 | The Great in the Small                                   | LP/CD |
| 2001 | Cats Drunk on Copper                                     | CD (концерт в Юнион-чэпел, Лондон, 3 мая 1997) |
| 2001 | Bright Yellow Moon                                       | двойной 12"/CD Current 93/Nurse with Wound |
| 2001 | Purtle                                                   | CD-сплит с Nurse with Wound |
| 2001 | This Degenerate Little Town                              | CD с Томасом Лиготти |
| 2002 | The Seahorse Rears to Oblivion                           | 12"/CD |
| 2002 | Music for the Horse Hospital                             | двойной CD, Current 93/Nurse with Wound |
| 2003 | A Little Menstrual Night Music                           | CD |
| 2004 | Halo                                                     | CD |
| 2004 | SixSixSix: SickSickSick                                  | CD-сборник, состоящий из материала трёх EP (Tamlin, Lucifer over London, Misery Farm) и двух треков с Looney Runes                                            |
| 2005 | How I Devoured Apocalypse Balloon                        | двойной CD (концерт в англиканской церкви святого мученика Георгия, Торонто, 18-19 июня 2004)                                                                 |
| 2005 | ⲛⲧⲛⲁⲩ ⲛϩⲱⲧⲡ ⲙⲡⲣⲏ ⲁϩⲉⲛⲉϫⲏⲩ ⲉⲩⲕⲏⲙ ⲟⲩⲉⲙ ⲧⲡⲉ                 | CDS (промо для Black Ships Ate the Sky; коптский текст в заглавии читается как «At Sunset Black Ships Ate The Sky» (На закате черные корабли поглотили небо)) |
| 2005 | Judas as Black Moth (Hallucinatory Patripassianist Song) | двойной CD, сборник лучших песен |
| 2006 | Black Ships Ate the Sky                                  | CD |
| 2008 | Birth Canal Blues                                        | CDS (LP/CD) |
| 2009 | Aleph at Hallucinatory Mountain                          | CD |
| 2010 | Baalstorm, Sing Omega (December 1971)                    | CD |
| 2011 | Honeysuckle Æons                                         | CD |
| 2012 | When Rome Falls, Falls the World                         | Live CD |
| 2014 | I Am the Last of All the Field That Fell: A Channel      | CD/LP |
| 2015 | The Moons at Your Door                                   | CD/LP |
| 2018 | The Light Is Leaving Us All                              | CD/LP |
| 2019 | Invocations of Almost                                    | CD/LP |
| 2022 | If a City Is Set Upon a Hill                             | CD/LP |

## «Current 93 Presents»
| Год  | Исполнитель                                      | Название                                    |
| ---- | ------------------------------------------------ | ------------------------------------------- |
| 1986 | Aleister Crowley                                 | The Hastings Archives/The World As Power LP |
| 1988 | The Venerable 'Chi.med Rig. 'dzin Lama, Rinpoche | Tantric rNying.ma Chant of Tibet LP/CD      |
| 1990 | Harry Oldfield                                   | Crystal LP/CD                               |
| 1990 | Sveinbjörn Beinteinsson                          | Edda LP/CD                                  |
| 1992 | Shirley Collins                                  | Fountain of Snow CD                         |
| 1995 | Tiny Tim                                         | Songs of an Impotent Troubadour CD          |
| 1997 | The Aryan Aquarians                              | Meet Their Waterloo LP/CD                   |

### на английском
- Официальный сайт
- Ноты для фортепиано (русско-английское издание альбома Soft Black Stars)
- Бывший официальный сайт на brainwashed.com

#### интервью Тибета
- Интервью c Дэвидом Тибетом
- Интервью с Дэвидом Тибетом (Current 93) для журнала Zillo (1994)

#### статьи о Current 93
- Биография Current 93 из книги «Neofolk und Hintergruende»